# Letařovice
Letařovice jsou vesnice ležící 3,5 kilometru jižně od Českého Dubu na ostrohu nad hlubokým údolím řeky Mohelky. Jsou součástí obce Bílá v okrese Liberec. Vesnici dominuje filiální kostel svatého Jakuba Staršího. Kolem něho se nachází hřbitov, na němž byli pohřbíváni také obyvatelé z blízkých Hradčan i dalších okolních vesnic. Část domů je soustředěna kolem hlavní komunikace nebo v její blízkosti, jinak je zástavba této vesnice rozptýlená. K Letařovicím patří také samoty Písek a Hruškovec a mlýn na řece Mohelce v údolí pod vesnicí (mezi Trávníčkem a Libíčí). Řada zdejších domů je roubených.

## Historie

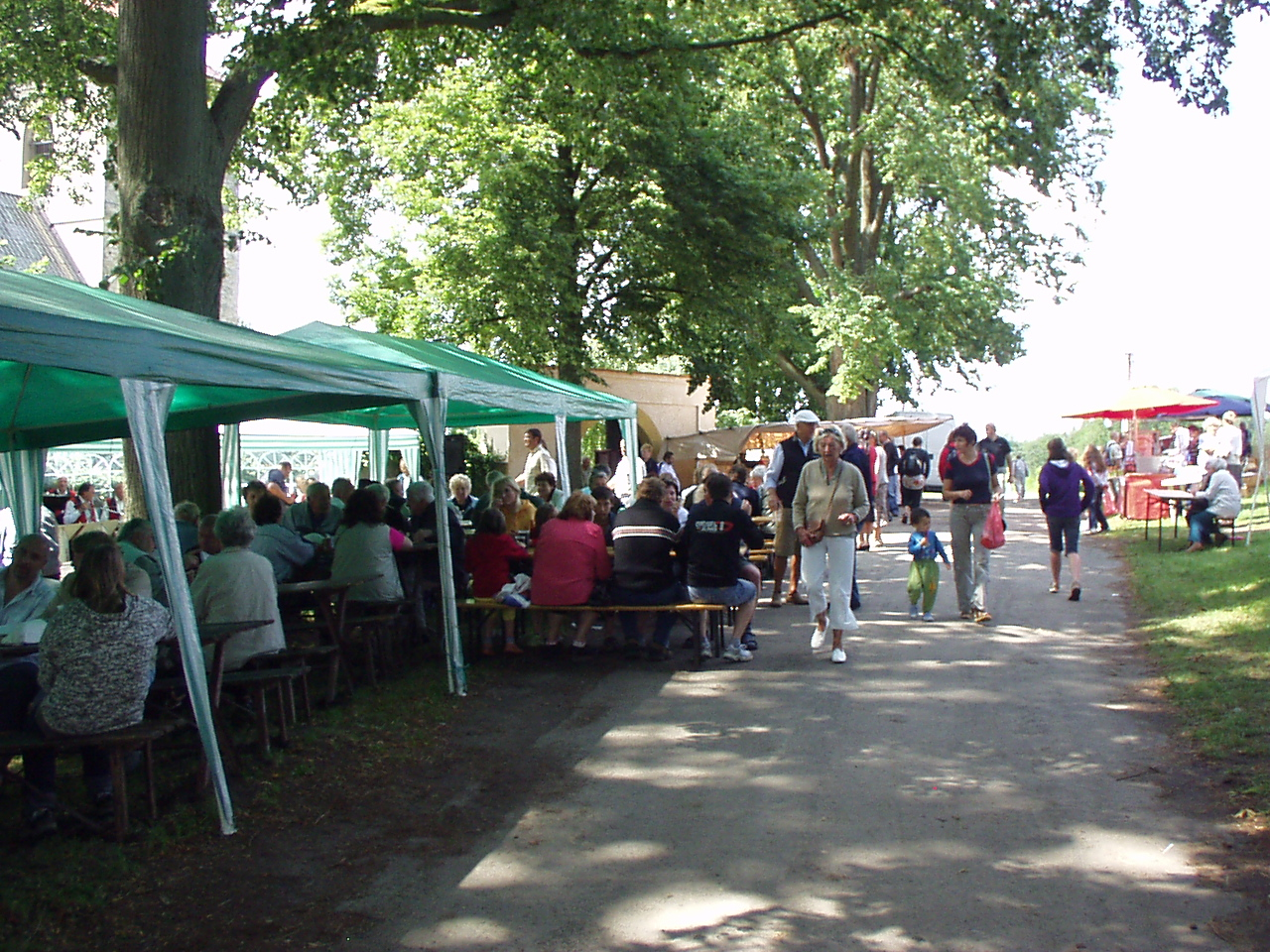
Letařovická pouť

První písemná zmínka o vesnici pochází z roku 1352.
Osídlení v této lokalitě je archeologickými nálezy potvrzeno již v mladší době kamenné. Ve 14. a 15. století patřily Letařovice křižovníkům svatomářským, po roce 1437 byly zemanským sídlem.
V osmdesátých letech 19. století byl starostou Letařovic zdejší statkář Josef Košek, který byl také okresním starostou v Českém Dubu (cca od roku 1896 přinejmenším do počátku 20. století), předsedou Hospodářského spolku pro okres českodubský (od jeho založení v roce 1886), předsedou Národní Jednoty severočeské pro Letařovice a okolí, předsedou kuratoria Pokračovací školy hospodářské v Českém Dubu (od roku 1896), předsedou Českého školského spolku „Karolína Světlá“ v Českém Dubě (od jeho založení v roce 1900), předsedou českodubského okrsku Národní Jednoty Severočeské (od jeho založení v roce 1904) a revizorem Okresní hospodářské záložky v Českému Dubu.
Národní jednota severočeská pro Letařovice a okolí, založená koncem 19. století, v roce 1903 měla 37 členů. V roce 1919 zde působila Pěvecko hudební ochotnická jednota Smetana. Samostatnou obcí byly Letařovice až do počátku padesátých 20. století.

## Obyvatelstvo
| Rok            | 1869 | 1880 | 1890 | 1900 | 1910 | 1921 | 1930 | 1950 | 1961 | 1970 | 1980 | 1991 | 2001 | 2011 | 2021 |
| -------------- | ---- | ---- | ---- | ---- | ---- | ---- | ---- | ---- | ---- | ---- | ---- | ---- | ---- | ---- | ---- |
| Počet obyvatel | 165  | 186  | 175  | 160  | 174  | 139  | 120  | 82   | 67   | 40   | 24   | 23   | 21   | 29   | 25   |
| Počet domů     | 26   | 30   | 30   | 31   | 32   | 30   | 31   | 33   | 33   | 18   | 13   | 16   | 15   | 18   | 18   |

## Hospodářství
Na začátku 20. století provozovali v Letařovicích své řemeslo hostinský a kramář Karel Brož a truhlář J. Slavík.

## Doprava

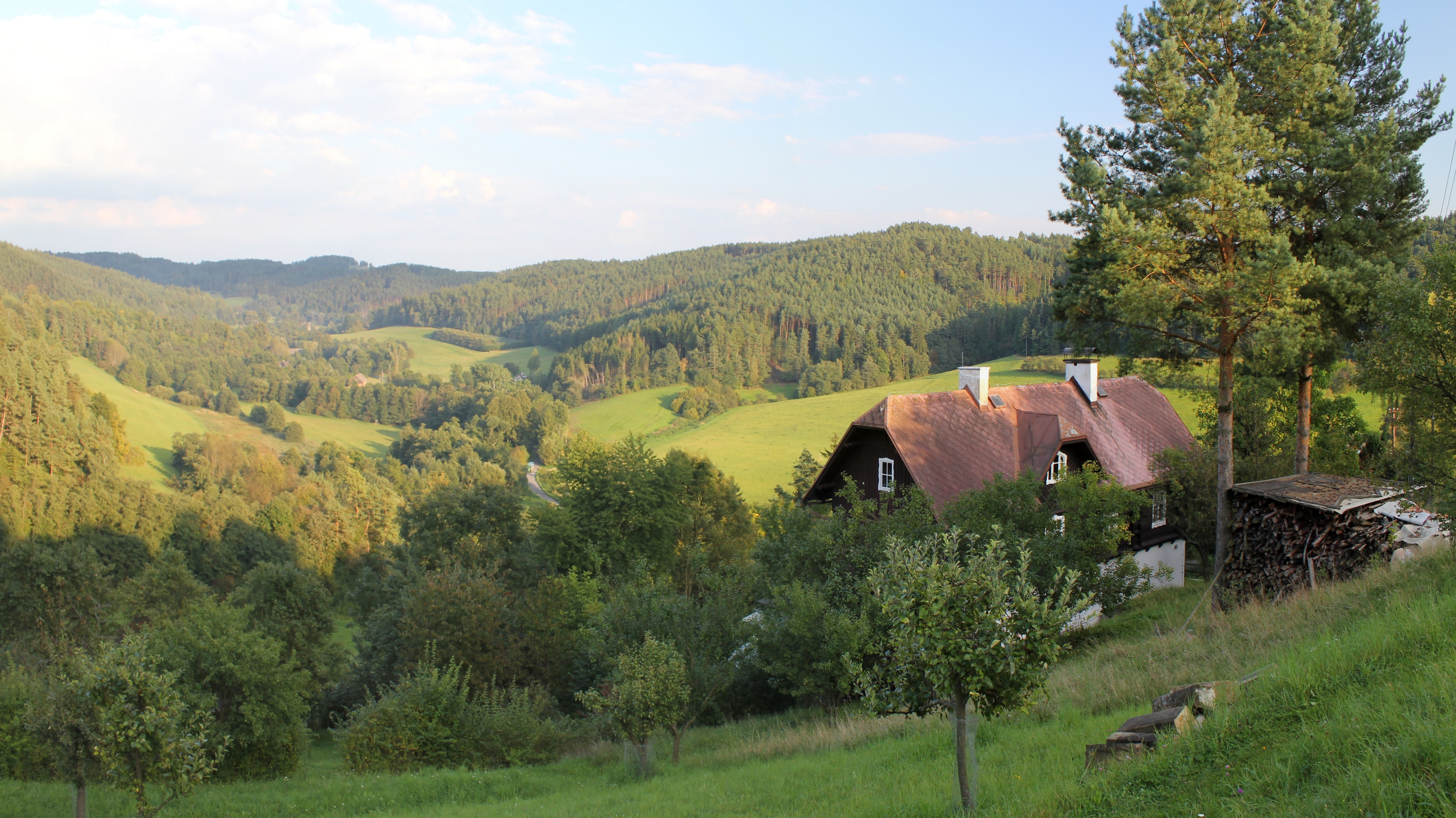
Pohled z Letařovic údolím Mohelky směrem k Trávníčku

Hlavní komunikací v Letařovicích je slepá místní komunikace odbočující ze silnice III/27711 severně od Hradčan, která končí na prostranství před letařovickým kostelem.  Nejbližší železniční stanice Sychrov je v devět kilometrů vzdálených Radimovicích.

## Škola

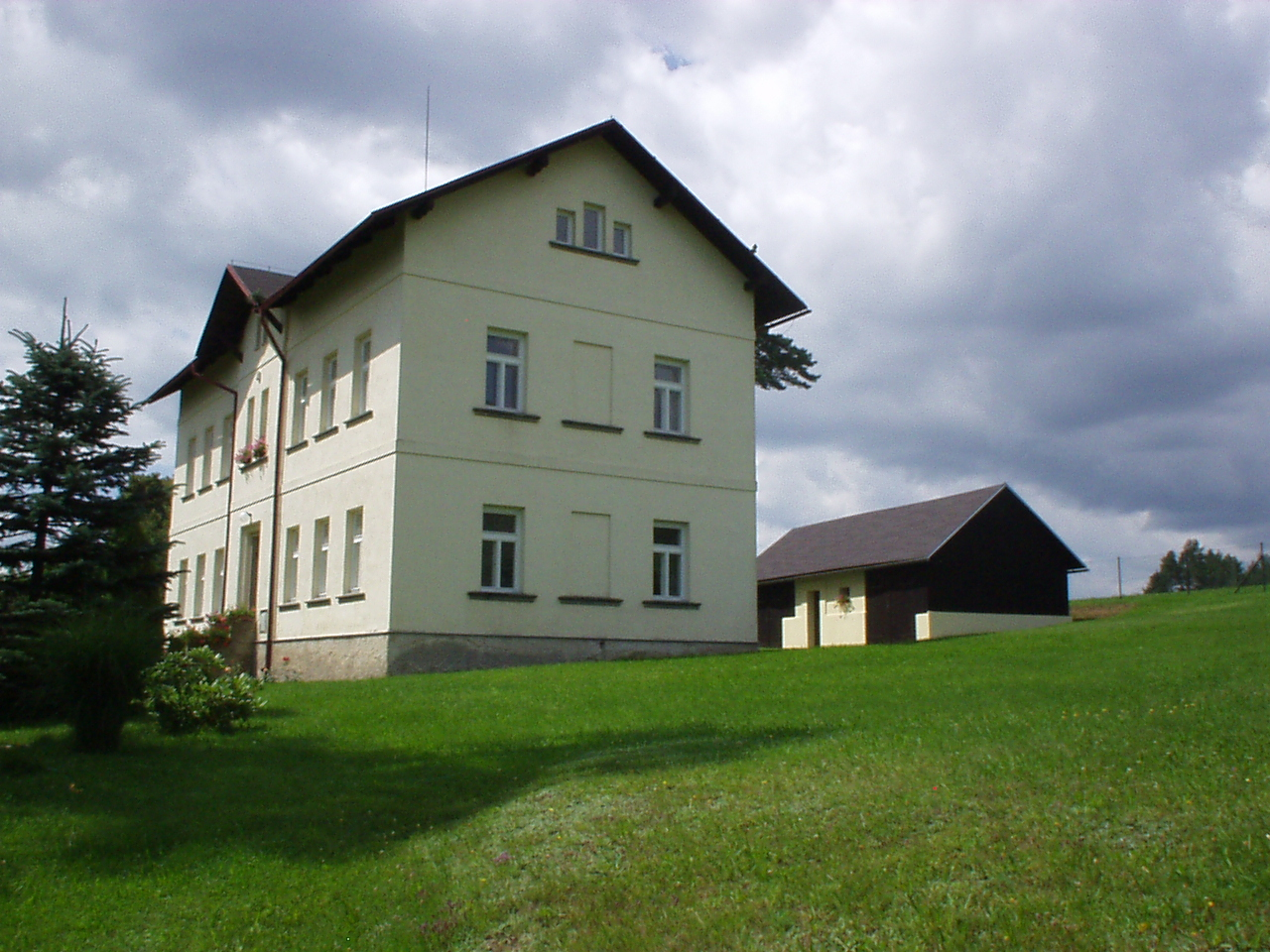
Budova bývalé školy

Vesnice měla vlastní obecnou školu (od roku 1883 dvojtřídní). Dříve byla škola v klasicistní budově čp. 24, která je na portálu datována letopočtem 1801. V roce 1886 byla stavitelem Karnoldem postavena nová, novorenesanční školní budova čp. 30, která se nachází asi 130 metrů severovýchodně od kostela svatého Jakuba Staršího.
V roce 1903 chodilo do letařovické školy 116 žáků, z toho 50 chlapců a 66 dívek (jinde se uvádí 39 chlapců a 62 dívek, tj. celkem 101 žáků). Obecná škola vyučovala žáky z Bohumilče, Hradčan, Janovic, Letařovic, Libíče, Loukoviček, Podjestřábí, Radvanic, Trávníčku a Vorklebic.
V roce 1961 měla škola třináct žáků z obcí a osad Hradčany, Letařovice, Trávníček, Libíč. V létě 1963 souhlasil místní národní výbor Hradčany se zrušením Základní devítileté školy s 1.–5. ročníkem v Letařovicích, a to k 1. září. Rušenou školu navštěvovalo pouze pět dětí a provoz byl ekonomicky neúnosný. Děti přešly do ZDŠ v Českém Dubu (z celé obce jich tam nově chodilo 15). Dlouho se nedařilo zajistit autobusové spojení do Českého Dubu pro místní dojíždějící děti. Těm nezbývalo než dvakrát denně chodit pěšky 4–6 kilometrů (v roce 1965 šlo o třináct dětí).

## Vesnice ve filmu
Studenti pražského Malostranského gymnázia natočili v roce 2009 v Letařovicích a jejich okolí hudebně historický film Letařovice – Z deníku legionářova. Film popisuje život vojáka Josefa Reišla, který za první světové války bojoval v československých legiích, zatímco za té druhé pomáhal partyzánům ukrývat se. Film ukazuje proměny této vsi v průběhu věků a končí smrtí hlavního hrdiny v době normalizace. Postava byla inspirována příběhem skutečného legionáře jménem Josef Najman, jehož deník tvůrci objevili a také zhudebnili jeho Truchlivou píseň o smrti Aničky, kterou film začíná. Film se natáčel převážně přímo v obci Letařovice, a také v blízkých Hradčanech a na radnici Českého Dubu hlavně v létě 2009. Premiéru měl až na podzim 2010 v českodubském muzeu a v pražském kině Aero.